# Відкритий чемпіонат Франції з тенісу 1988
Відкритий чемпіонат Франції з тенісу 1988 — тенісний турнір, що проходив на відкритому повітрі на ґрунтових кортах Стад Ролан Гаррос у Парижі з 23 травня по 5 червня 1988 року. Це був 87-й Відкритий чемпіонат Франції, другий турнір Великого шолома в календарному році. 

## Огляд подій та досягнень
Минулорічний чемпіон одиночного чоловічого розряду Іван Лендл поступився в чвертьфіналі, а переміг у турнірі Матс Віландер. Він виграв Ролан-Гаррос утретє й здобув загалом свою шосту перемогу на турнірах Великого шолома. 
У жінок перемогла Штеффі Граф, захистивши титул і зробивши другий крок до майбутнього золотого календарного великого шолома. Це була для неї друга перемога в Парижі й третій виграш у мейджорі. Фінальний матч тривав 34 хвилини й залишився в історії найкоротшим фіналом турнірів Великого шолома з початку відкритої ери. Наташа Звєрєва більше ніколи не потрапляла в фінали мейджорів в одиночному розряді, але мала численні титули Великого шолома в парному розряді (18) та міксті (2).

## Результати фінальних матчів

### Дорослі
| Одиночний розряд. Чоловіки         |                                      |                    |
| Матс Віландер                      | Анрі Леконт                          | 7–5, 6–2, 6–1      |
|                                    |                                      |                    |
| Одиночний розряд. Жінки            |                                      |                    |
| Штеффі Граф                        | Наталія Зверєва                      | 6–0, 6–0           |
|                                    |                                      |                    |
| Парний розряд. Чоловіки            |                                      |                    |
| Андрес Гомес Еміліо Санчес Вікаріо | Джон Фіцджеральд Андерс Яррід        | 6–3, 6–7, 6–4, 6–3 |
|                                    |                                      |                    |
| Парний розряд. Жінки               |                                      |                    |
| Мартіна Навратілова Пем Шрайвер    | Клаудія Коде-Кільш Гелена Сукова     | 6–2, 7–5           |
|                                    |                                      |                    |
| Мікст                              |                                      |                    |
| Лорі Макнейл Хорхе Лосано          | Бренда Шульц-Маккарті Міхель Схаперс | 7–5, 6–2           |
|                                    |                                      |                    |

### Юніори
| Одиночний розряд. Хлопці          |                                    |               |
| Ніколас Перейра                   | Магнус Ларссон                     | 7–6, 6–3      |
|                                   |                                    |               |
| Одиночний розряд. Дівчата         |                                    |               |
| Жулі Алар                         | Андреа Фарлі                       | 6–2, 4–6, 7–5 |
|                                   |                                    |               |
| Парний розряд. Хлопці             |                                    |               |
| Джейсон Столтенберг Тодд Вудбрідж | Крістіано Каратті Горан Іванишевич | 7–6, 7–5      |
|                                   |                                    |               |
| Парний розряд. Дівчата            |                                    |               |
| Алексія Дешом Еммануелль Дерлі    | Жулі Алар Маїдер Ляваль            | 6–4, 3–6, 6–3 |
|                                   |                                    |               |